# Tom Strohbach
Tom Strohbach (* 27. Mai 1992 in Schwerin) ist ein deutscher Volleyballspieler. Er ist in Neustadt-Glewe aufgewachsen.

## Karriere
Strohbach begann 2007 seine Volleyball-Karriere. Zunächst spielte er in seiner Geburtsstadt beim Schweriner SC. Anschließend wurde er beim Nachwuchs des VC Olympia Berlin ausgebildet. Mit der deutschen Junioren-Nationalmannschaft wurde er 2010 Sechster der Europameisterschaft und belegte 2011 den zehnten Rang bei der Weltmeisterschaft in Brasilien. Im gleichen Jahr wechselte der Außenangreifer zum Erstligisten Generali Haching, mit dem er 2012 deutscher Vizemeister und 2013 DVV-Pokalsieger wurde. 2013 hatte Strohbach auch seine ersten Spiele in der deutschen Nationalmannschaft. Für die EM in Dänemark und Polen wurde er als Libero nominiert, kam aber nicht zum Einsatz. Weitere Erfahrung sammelte er 2015 bei den European Games in Baku, die mit Gold endete. Strohbach spielte 36-mal für die A-Nationalmannschaft.
Nach dem Rückzug Unterhachings aus der Volleyball-Bundesliga wechselte Strohbach zur Saison 2014/15 zum Erstligisten TV Rottenburg. 2016 wechselte er zum Ligakonkurrenten TSV Herrsching. In der Saison 2018/19 spielte er in der italienischen Serie A bei Tonno Callipo Vibo Valentia.